# Bald Head Island
Bald Head Island – wieś w Stanach Zjednoczonych na wyspie o tej samej nazwie, w stanie Karolina Północna, w hrabstwie Brunswick, położona nad ujściem rzeki Cape Fear do Oceanu Atlantyckiego.
W jej granicach znajduje się przylądek Cape Fear.